# Conjectura de protecció cronològica

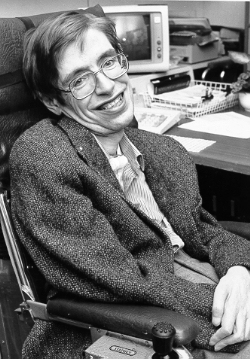
Stephen Hawking creador de la hipòtesi

La conjectura de protecció cronològica és una hipòtesi afirmada pel físic Stephen Hawking que afirma que les lleis de la física són tals que eviten viatjar en el temps a menys que sigui a escala submicroscopica. La permissibilitat de viatge en el temps és representat matemàticament per l'existència de corbes temporals tancades.
La conjectura de protecció cronològica s'ha de distingir de la censura cronològica segons la qual cada corba tipus temps tancat passa a través d'un horitzó d'esdeveniments, el que podria evitar que un observador fes la violació causal.

## Orígens del terme
En un document de 1992, Hawking utilitza el dispositiu metafòric d'una "Agència de Protecció Cronologia" com una personificació dels aspectes de la física que fan viatjar en el temps a escales macroscòpiques impossible, per tant, pel que sembla impedeixen paradoxes temporals. Ell diu: "Sembla que hi ha una Agència de Protecció Cronologia que prevé l'aparició de corbes tancades de tipus temps i així ho fa segur per als historiadors de l'univers".
La idea de l'Agència de Protecció Cronologia sembla estar dibuixada de broma la Patrulla del Temps o Temps concepte de Policia, que s'ha utilitzat en moltes obres de ciència-ficció com la sèrie de Poul Anderson, d'històries de la Patrulla Temporal o la novel·la d'Isaac Asimov la fi d'Eternitat (encara que en la novel·la d'Asimov dels viatgers del temps estaven constantment tractant de fer petits canvis en la història de millorar-lo, preservant al mateix temps algunes de les característiques generals com la manca de guerres atòmiques).

## Història de la cronologia de protecció cronològica
En la sèrie original de Star Trek, el Dr. McCoy cau a través d'un portal del temps en una ciutat "en la vora de sempre", i canvia el passat d'una manera que esborra l'Empresa i el seu equip, amb l'excepció del capità Kirk i el Sr. Spock, que ha de tornar al passat per arreglar el que McCoy ha desfet.
Com aquest exemple podem observar que el viatge en el temps és un aliment bàsic molt gastat dels escriptors de ciència-ficció, però no només es violen nombroses lleis físiques, hi ha problemes fonamentals de la coherència i de la causalitat. El més destacat és la "paradoxa de l'avi", en el qual un home viatja enrere en el temps i mata al teu avi abans que ells neixi, el que significa que no podria haver nascut per després viatjar enrere en el temps per matar el seu avi.
En Retorn al futur, Marty McFly s'enfronta a un dilema relacionat, però oposat, en el qual ha d'organitzar que la seva mare es conegui amb el seu pare amb la finalitat de garantir la seva concepció. Una forma d'evitar aquest tipus de paradoxes es pot trobar a les màquines de realitat virtual molt sofisticades, programada per replicar un temps passat i el lloc amb tal detall que és indistingible d'un passat real. Una altra opció consisteix en un model de múltiples universos de la cosmologia en què viatja en el temps a un univers diferent però estretament paral·lel al nostre, segons el retratat en la novel·la Cronologia de Michael Crichton, on el viatger va a l'Europa medieval d'un altre univers sense la preocupació d'embrutar la nostra pròpia cronologia.

## La relativitat general i correccions quàntiques
Molts intents de generar escenaris de corbes tancades de temps s'han suggerit, i la teoria de la relativitat general no la permet en determinades circumstàncies. Algunes solucions teòriques en la relativitat general que contenen tancades tipus temps corbes requeririen un univers infinit amb certes característiques que el nostre univers no semblen tenir, com ara la rotació universal de l'Univers de Gödel o cilindre giratori de longitud infinita conegut com un cilindre de Tipler. No obstant això, algunes solucions permeten la creació de corbes tancades de temps en una regió limitada de l'espai - temps, amb l'horitzó de Cauchy és el límit entre la regió de l'espai - temps on poden existir corbes temporals tancades i la resta de l'espai - temps en el que no pot.
Una de les primeres solucions del viatge en el temps va ser construir a partir d'un forat de cuc transitable, amb base en la idea de prendre una de les dues "boques " del forat de cuc en un viatge d'anada i tornada a velocitat relativista per crear una diferència de temps entre ella i l'altra boca.

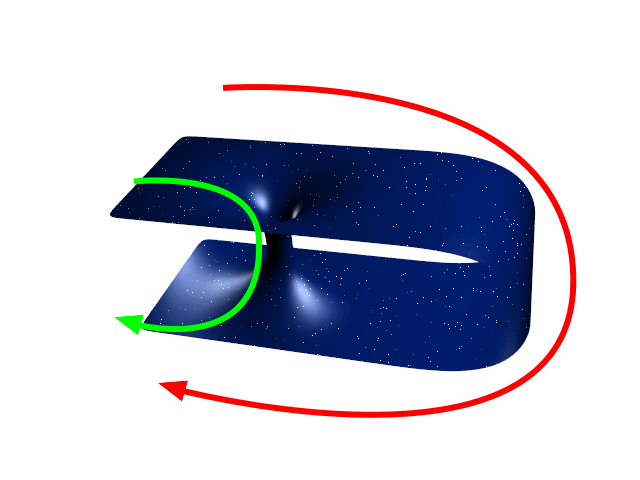
Forat de cuc

La relativitat general no inclou els efectes quàntics en el seu propi, i una plena integració de la mecànica quàntica i la relativitat generals requeriria una teoria de la gravetat quàntica, però no és un mètode aproximat per a la modelització de camps quàntics en l'espai - temps corb de la relativitat general, conegut com a semiclàssic la gravetat. Els primers intents d'aplicar la gravetat semiclàssica a la màquina del temps en un forat de cuc transitable pot indicar que exactament en el moment en què forat de cuc seria primer permetre corbes temporals tancades, les fluctuacions del buit quàntic construir i conduir la densitat d'energia fins a l'infinit a la regió dels forats de cuc. Això passa quan les dues boques del forat de cuc, en diuen A i B, s'han mogut de tal manera que es fa possible que una partícula o una ona que es mou a la velocitat de la llum per entrar a la boca B en algun temps T2 i sortir per la boca A en un temps T1 abans, després viatjar cap a la boca B a través de l'espai ordinari, i arribar a la boca B a la vegada T2 que va entrar B en el bucle anterior; d'aquesta manera la mateixa partícula o una ona poden fer un nombre potencialment infinit de bucles a través de les mateixes regions d'espai - temps, acumulant sobre si mateix. Els càlculs van mostrar que aquest efecte no es produeix per un feix de radiació ordinària, perquè seria "desenfocat " pel forat de cuc de manera que la major part d'un feix que emergeix de la boca A s'estendria cap a fora i es perdria la boca B. [ Però quan el càlcul es va fer per les fluctuacions de buit, es va trobar que anaven a reorientar de forma espontània en el viatge entre les boques, el que indica que l'efecte atuell podria arribar a ser prou gran per a destruir el forat de cuc en aquest cas.

## Problema amb les màquines del temps
Sobre la possibilitat de viatjar en realitat a través d'un forat de cuc sense ser aixafat fora de l'existència, Thorne va raonar, que depenia de les lleis de la gravetat quàntica, que no s'entenen plenament en aquest punt.
El que ell i els seus col·legues finalment va descobrir és que, com Kip va dir, "totes les màquines del temps és probable que entrin en l'autodestrucció en el moment en què s'activen. "El col·lega de Thorne, Stephen Hawking va estar d'acord va anomenar aquesta conclusió, la "protecció conjectura cronologia", en què" les lleis de la física no permeten les màquines del temps", per tant mantenir "un món segur per als historiadors".
A més, Hawking es va preguntar, si els viatges en el temps fossin possibles, on són tots els turistes de temps?
És una bona pregunta i, en conjunt amb les paradoxes i limitacions de la llei física,fa aquesta idea dels viatges complexa.

## Altres propostes
Altres teories que permeten el viatge al passat, però prevenen les paradoxes temporals, com ara el Principi d'autoconsistència de Novikov, que asseguraria que la línia temporal es mantingués consistent, o la idea que el viatger en el temps es transfereix a un univers paral·lel mentre que la seva línia de temps original roman indemne, no es considera que «protegeixin » suficientment la cronología.
En 1996, el físic Li - Xin Li (vinculat a J. Richard Gott, autor d'Els viatges en el temps i l'univers d'Einstein) va publicar un article en el qual postulava una anti - conjectura de protecció de la cronologia 

## Webgrafia
- http://www.scientificamerican.com/article/the-chronology-protection/